# Антоніо де ла Торре Вільяльпандо
Антоніо де ла Торре (ісп. Antonio de la Torre, 21 вересня 1951 — 2 серпня 2021) — мексиканський футболіст, що грав на позиції півзахисника.
Виступав, зокрема, за клуби «УНАМ Пумас» та «Америка», а також національну збірну Мексики.

## Клубна кар'єра
У дорослому футболі дебютував 1971 року виступами за команду «УНАМ Пумас», в якій провів три сезони, перш ніж перейти до іншої столичної команди — «Америки». Там він відразу став основним футболістом, і його перші успіхи з новою командою були в сезоні 1975/76, коли він виграв титул чемпіона Мексики, а також дійшов до фіналу національного кубка, а також тріумфував у суперкубковому змаганні — Чемпіон чемпіонів. У 1977 році він виграв із командою найпрестижніше змаганнях на континенті — Кубок чемпіонів КОНКАКАФ та Міжамериканський кубок, будучи ключовим гравцем в «Америці», кольори якої представляв протягом восьми років. Також 1981 року також зіграв 14 матчів в NASL з американським клубом «Лос-Анджелес Ацтекс», де виступав на правах оренди.
У середині 1982 року він підписав контракт з «Пуеблою», де в сезоні 1982/83 року в статусі основного гравця виграв чемпіонат Мексики, перший в історії клубу і другий у своїй кар'єрі. Після двох років роботи з цією командою він перейшов до клубу «Атлас» з міста Гвадалахара, за яку виступав протягом 1984—1988 років, після чого вирішив закінчити футбольну кар'єру у віці 37 років.

## Виступи за збірну
9 серпня 1972 року дебютував в офіційних матчах у складі національної збірної Мексики в товариській грі проти Перу (2:3). Перший і єдиний гол у збірній забив 14 червня 1977 року в грі проти ФРН (2:2).
У складі збірної був учасником чемпіонату світу 1978 року в Аргентині. На турнірі він взяв участь в матчах проти збірних Польщі (1:3), ФРН (0:6) та Тунісу (1:3).
Загалом протягом кар'єри у національній команді, яка тривала 7 років, провів у її формі 42 матчі, забивши 1 гол.

## Досягнення
| «Америка» \| - Чемпіон Мексики (1) : - 1975/76. - Чемпіон чемпіонів (1) : - 1976. \| \| - Кубок чемпіонів КОНКАКАФ (1) : - 1977. - Міжамериканський кубок (1) : - 1977. \| |  | «Пуебла» - Чемпіон Мексики (1) : - 1982/83                                      |
| - Чемпіон Мексики (1) : - 1975/76. - Чемпіон чемпіонів (1) : - 1976. |  | - Кубок чемпіонів КОНКАКАФ (1) : - 1977. - Міжамериканський кубок (1) : - 1977. |

### Збірні
- Переможець Чемпіонату націй КОНКАКАФ: 1977
- Бронзовий призер Чемпіонату націй КОНКАКАФ: 1973